# Донской, Марк Семёнович
Марк Семёнович Донско́й (4 (16) февраля 1899, Одесса, Херсонская губерния, Российская империя — 21 марта 1981, Москва, СССР) — советский кинорежиссёр, сценарист и педагог. Герой Социалистического Труда (1971), народный артист СССР (1966), лауреат трёх Сталинских (1941, 1946, 1948) и Государственной премии СССР (1968).

## Биография
Родился 4 февраля (по старому стилю) 1899 года в Одессе в многодетной семье каменщика и печника, полоцкого мещанина  Самсона Мовшевича Донского (1876—?) и Хаи Шулимовны Донской (в девичестве Махциер, 1878, Одесса — ?), дочери заславского мещанина, заключивших брак там же 9 июня 1897 года. У него были брат Самуил (16 апреля 1906) и сёстры Марьем-Гитель (29 августа 1902), Кейла-Ита (28 июля 1903), Евгения (30 июля 1909) и Рая (14 июля 1916). Был старшим из выживших детей в семье.
Участвовал в крымском революционном подполье. Был схвачен белыми и десять месяцев провёл в тюрьме. По свидетельству Ивана Папанина, был членом партизанской Крымской повстанческой армии.
После восстановления советской власти в Крыму принялся за учёбу. Год проучился на медицинском факультете. В 1921 году поступил на правовое отделение факультета общественных наук Крымского университета имени М. В. Фрунзе, которое окончил в 1925 году. Параллельно работал в следственных органах, в Верховном Суде УССР, в коллегии защитников.
В 1925 году выпустил сборник автобиографических рассказов «Заключённые», посвящённых крымским подпольщикам в годы гражданской войны, а затем на ту же тему написал пьесу «Заря свободы» и киносценарий «Последний оплот», с которым отправился в Москву «завоёвывать право на жизнь в кинематографе».
В 1926 году познакомился с Виктором Шкловским, который устроил его в сценарный отдел 3-й Московской кинофабрики. Совместно со Шкловским написал сценарий «Лес» — о молодом специалисте лесного хозяйства, одиноко живущем и работающем на таёжной смолокурне, к которому во сне приходит Степан Разин. Затем в соавторстве с писателем-маринистом Алексеем Новиковым-Прибоем написал сценарий для Льва Кулешова «Женщина в море» — о моряках торгового флота. Эти сценарии не сохранились.
Работал помощником режиссёра, ассистентом по монтажу на киностудии Белгоскино в Ленинграде, режиссёром на Ленинградской киностудии Совкино, Востоккино. В 1938—1941 годах — на киностудии «Союздетфильм».
В 1935 году стал первым советским режиссёром дубляжа, потратив около года на дублирование фильма Джеймса Уэйла «Человек-невидимка» (1933).
Получил известность как автор трилогии «Детство Горького» (1938), «В людях» (1939) и «Мои университеты» (1940), снятой на основе одноимённых автобиографических повестей Максима Горького. По признанию Джузеппе де Сантиса, эти фильмы Донского оказали большое влияние на становление итальянского неореализма.
В июле 1941 года с началом Великой Отечественной войны утверждён членом редакции Боевых киносборников. В августе 1941 года приступил к работе над экранизацией романа Николая Островского «Как закалялась сталь». Вместе с Киевской киностудией эвакуирован в Ашхабад. Параллельно со съёмками фильма «Как закалялась сталь» (1942) снял на Ашхабадской киностудии новеллу «Маяк» и конферанс к Боевому киносборнику № 9 (1942). В январе 1944 года на экраны вышел его фильм «Радуга». В мае 1944 года для «исправления положения» в документальном кино переведён на Центральную студию документальных фильмов.
В июне 1944 года аккредитован в качестве военного корреспондента Центральной студии документальных фильмов. Это позволило ему свободно передвигаться по недавно освобождённому Киеву и собирать свидетельства очевидцев. В октябре 1944 года на восстановленной Киевской киностудии художественных фильмов начал съёмки фильма «Непокорённые», в котором впервые в кинематографе рассказал о трагедии в Бабьем Яре.
В 1946—1949 годах — режиссёр «Союздетфильма» (с 1948 года — киностудии имени М. Горького).
В 1949 году принял участие в кампании по борьбе с космополитами, выступив на совещании в Доме кино. По воспоминаниям Григория Чухрая, Донской, как «человек, живущий эмоциями и по существу мало понимающий в политике», воспользовался ситуацией, чтобы поквитаться с Сергеем Юткевичем, с которым у него были счёты; в итоге многие коллеги, в особенности евреи, стали презирать его.
В том же году сам Донской попал в опалу. Причиной послужил фильм «Алитет уходит в горы», подвергшийся обструкции за «аполитичность» и «идеологическую близорукость». Согласно Чухраю, толчком к опале могла послужить переписка режиссёра со своей сестрой Марией, которая была замужем за членом Политбюро Коммунистической партии США.

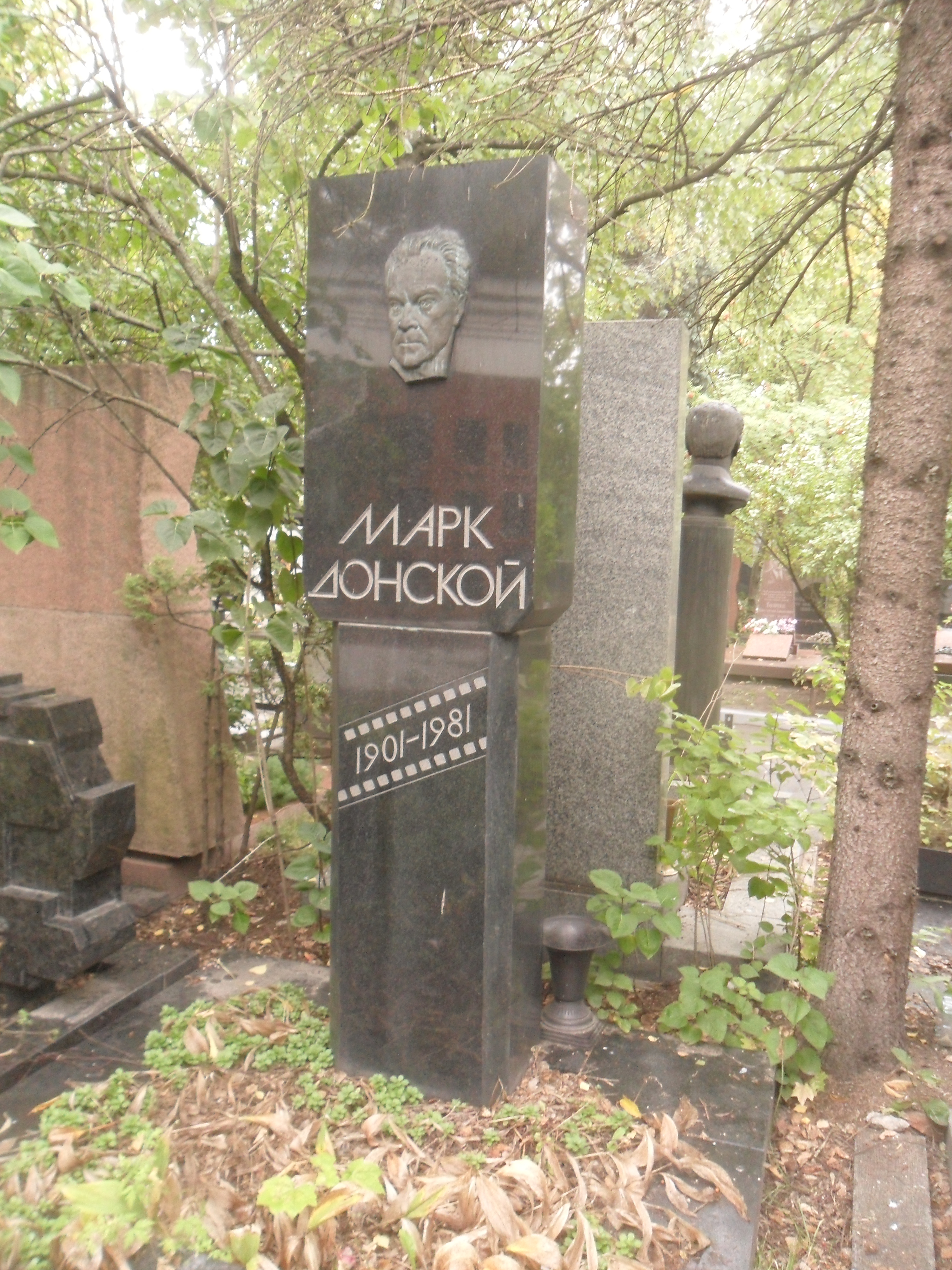
Могила М. С. Донского на Новодевичьем кладбище

В 1955 году был «сослан» на Киевскую студию, где проработал до 1957 года, после чего вернулся на Киностудию имени Горького в качестве художественного руководителя одного из объединений и вновь обратился к творчеству М. Горького, экранизировав три его произведения.
В 1960-е годы преподавал на Высших курсах сценаристов и режиссёров.
Член ВКП(б) с 1945 года, член Союза кинематографистов СССР.
Скончался 21 марта 1981 года в Москве. Похоронен на Новодевичьем кладбище (участок № 9).

### Семья
Вторая жена — Ирина Борисовна Донская (1918—1983), сценарист.
Сын — Александр Донской (1938—2016), журналист.

## Архив
Фонд Марка Семеновича Донского хранится в Российском государственном архиве литературы и искусства под номером 3047. Фонд относится к крупным — в нем собрано 1099 единиц хранения, крайние даты хранимых документов — с 1870 по 1984 годы.
Фонд содержит материалы режиссерской деятельности Донского. Режиссерские сценарии к фильмам «Радуга» (1943), «Сельская учительница» (1946), «Мать» (1954) и многим другим; фотографии кадров и рабочих моментов съемок. Хранятся рукописи режиссера, сценарии, статьи, интервью, выступления, многочисленные письма. В фонде хранятся материалы к профессиональной и личной биографии, большое собрание фотографий.

## Фильмография
Режиссёр
- 1927 — В большом городе (совместно с М. Авербахом)
- 1928 — Цена человека (совместно с М. Авербахом; не сохранился)
- 1929 — Пижон (короткометражный; не сохранился)
- 1930 — Чужой берег (не сохранился)
- 1931 — Огонь (не сохранился)
- 1934 — Песнь о счастьи (совместно с В. Легошиным)
- 1938 — Детство Горького
- 1938 — В людях
- 1939 — Мои университеты
- 1941 — Романтики
- 1942 — Боевой киносборник № 9 (новелла «Маяк», конферанс)
- 1942 — Как закалялась сталь
- 1944 — Радуга
- 1945 — Непокорённые
- 1947 — Сельская учительница
- 1949 — Алитет уходит в горы
- 1953 — Наши чемпионы (документальный)
- 1955 — Мать
- 1957 — Дорогой ценой
- 1959 — Фома Гордеев
- 1962 — Здравствуйте, дети!
- 1965 — Сердце матери
- 1966 — Верность матери
- 1973 — Надежда
- 1978 — Супруги Орловы

Сценарист
- 1927 — В большом городе (совместно с М. Авербахом)
- 1938 — Детство Горького (совместно с И. Груздевым)
- 1939 — Мои университеты
- 1942 — Как закалялась сталь
- 1945 — Непокорённые (совместно с Б. Горбатовым)
- 1953 — Наши чемпионы (документальный; совместно с В. Якубовской, В. Ежовым и В. Соловьёвым)
- 1955 — Мать (совместно с Н. Коварским)
- 1959 — Фома Гордеев
- 1972 — Любовь и свобода
- 1978 — Супруги Орловы (совместно с М. Азовым и В. Михайловским)

Актёр
- 1926 — Проститутка — прохожий
- 1965 — Здравствуйте, Марк Семёнович (документальный) — камео
- 1977 — Риск — благородное дело — камео

## Награды и звания
- Герой Социалистического Труда (01.06.1971)[14];
- заслуженный деятель искусств РСФСР[31];
- народный артист РСФСР (1963);
- народный артист СССР (1966)[14];
- Сталинская премия второй степени (1941) — за фильмы «Детство Горького» (1938) и «В людях» (1939);
- Сталинская премия первой степени (1946) — за фильм «Радуга» (1943);
- Сталинская премия первой степени (1948) — за фильм «Сельская учительница» (1947);[32]
- Государственная премия СССР (1968) — за фильм «Сердце матери» (1966)[14];
- орден Ленина (14 апреля 1944) — за постановку фильмов «Как закалялась сталь» (1942) и «Радуга» (1943)[33];
- орден Ленина (01.06.1971)[источник не указан 962 дня];
- орден Октябрьской Революции (18.03.1981)[источник не указан 962 дня];
- орден Трудового Красного Знамени (1 февраля 1939)[34];
- медаль «За доблестный труд в Великой Отечественной войне 1941—1945 гг.»[источник не указан 962 дня];
- медаль «В память 800-летия Москвы»[источник не указан 962 дня];
- ордена и медали иностранных государств[источник не указан 962 дня];
- высший приз Американской ассоциации кинокритиков (1944) — за фильм «Радуга»[35];
- премия газеты «Daily News» (Нью-Йорк) — за лучший иностранный фильм, демонстрировавшийся в США в 1944 году (фильм «Радуга»)[35];
- главный приз МКФ в Венеции (1946)[14], специальное упоминание международного жюри критиков — за фильм «Непокорённые» (1945)[35];
- специальный приз итальянских журналистов МКФ в Венеции (1948) — за фильм «Мои университеты»[35];
- премия за режиссуру МКФ в Париже (1949) — за фильм «Сельская учительница»[источник не указан 962 дня];
- первая премия МКФ в Стокгольме (1949) — за фильм «Мои университеты»[источник не указан 962 дня];
- премия имени Р. Уннингтона МКФ в Эдинбурге (1955) — за трилогию «Детство Горького», «В людях», «Мои университеты»[15];
- приз МКФ в Локарно (1960) — за фильм «Фома Гордеев» (1959)[14];
- специальный диплом МКФ в Карловых Варах (1970) — за фильм «Радуга» (1944)[источник не указан 962 дня];
- орден «Знамени с золотым венцом» (СФРЮ) на Международном кинофестивале в Белграде (1971) — за достижения в кинематографическом искусстве во имя сближения народов[36].

## Память
В Одессе на доме № 17 по улице Асташкина, в котором в 1901—1918 годах жил Марк Донской, установлена мемориальная доска. Дом является памятником культурного наследия. 
Творчеству Донского посвящён фильм Юрия Швырёва и Григория Чухрая «Я научу вас мечтать…» (1985).
В честь Донского названа улица в Симферополе.
Ему была посвящена передача в еженедельном цикле телеканала «Культура» «Легенды мирового кино» (2004).